# Куди злітаються зорі
Куди злітаються зорі (кор. 여우각시별, дослівний переклад — «Зірка наречоної лиса») — південнокорейський серіал, що розповідає історію про Лі Су Йона та Хан Йорим, які зустрілися, працюючи у відділі обслуговування пасажирів аеропорту Інчхон. Серіал виходив на телеканалі SBS TV щопонеділка і щовівторка з 1 жовтня по 26 листопада 2018. У головних ролях Лі Че Хун, Чхе Су Бін, Лі Дон Гон та Кім Чі Су.

## Сюжет
Лі Со Йон мріяв стати пілотом, але він відмовився від цієї мрії через свій поганий зір. Незважаючи на це, він починає працювати у міжнародному аеропорті Інчхон, але на іншій спеціальності у відділі загального планування. У той же час Хан Йорим теж починає працювати в цьому аеропорті, але вже на посаді працівника з обслуговування пасажирів. Вона намагається викладатися на повну, проте через незграбність часто ставить під загрозу себе і пасажирів. Со Йон має таємницю, яку приховує від інших, тому він часто тримається на відстані зі своїм колегами. Проте від того часу, як в аеропорту почала працювати Йорим, він часто почав з нею перетинатися і виручати її з бід, в які вона потрапляє.

## Акторський склад

### Головні ролі
- Лі Че Хун як Лі Су Йон[4][3]
  - Нам Та Рим як Лі Су Йон у дитинстві
- Чхе Су Бін як Хан Йорим[4][3]
  - Кім Ха Йон як Хан Йорим у дитинстві
- Лі Дон Гон як Со Ін У[4][3]
- Кім Чі Су як Ян Со Ґун[4][3]

### Другорядні ролі

#### Команда з обслуговування пасажирів
- Чан Хьон Сон як Квон Хі Син[3]
- Ан Сан У як Кон Син Чхоль[3]

#### Команда охоронної служби
- Лі Сон Ук як Чхве Му Джа[3]
- Кім Кьон Нам як О Те Ґі[4][3]
- Лі Су Ґьон як На Йон Джу[4][3]

#### Команда менеджменту Мурін
- Кім Вон Хе як Пак Тхе Хі
- Роун як Ко Ин Соп[4][3]
- Ха Чі Ин як Сі Че Ін

#### Працівники аеропорту Інчхон
- Чон Че Сон як Лі У Тхек
- Хон Чі Мін як Хо Йон Ран[3]
- Кім Чун Вон як Мо Чон Хо

#### Інші
- Пак Хьок Квон як пан Чан
- Чхве Вон Йон як Хан Че Йон

## Оригінальні звукові доріжки

### Повний альбом
| Where Stars Land (Original Television Soundtrack) | Where Stars Land (Original Television Soundtrack) | Where Stars Land (Original Television Soundtrack) | Where Stars Land (Original Television Soundtrack) | Where Stars Land (Original Television Soundtrack) | Where Stars Land (Original Television Soundtrack) |
| #                                                 | Назва                                             | Автор слів                                        | Автор музики                                      | Виконавець                                        | Тривалість                                        |
| ------------------------------------------------- | ------------------------------------------------- | ------------------------------------------------- | ------------------------------------------------- | ------------------------------------------------- | ------------------------------------------------- |
| 1.                                                | «Where Stars Land Title» (여우각시별 Title)       | Нам Хє Син, Jello Ann                             | Нам Хє Син, Пак Сан Хі                            | Лі Хє Мін                                         | 0:33                                              |
| 2.                                                | «It's You» (너였나 봐)                            | Нам Хє Син, Пак Чін Хо                            | Нам Хє Син, Пак Чін Хо, Хо Сок                    | Чонха                                             | 3:22                                              |
| 3.                                                | «Told you so» (이봐 이봐 이봐)                    | Нам Хє Син, Пак Чін Хо                            | Нам Хє Син, Пак Чін Хо                            | Чон Се Ун                                         | 3:25                                              |
| 4.                                                | «Gravity of love» (닮아가)                        | Нам Хє Син, Пак Чін Хо, Чон Чун Іль               | Нам Хє Син, Пак Чін Хо                            | Чон Чун Іль                                       | 4:38                                              |
| 5.                                                | «Nothing to worry» (괜찮다고)                     | Нам Хє Син, Пак Чін Хо                            | Нам Хє Син, Чон Чон Хьок, Хо Сок                  | 1415                                              | 5:04                                              |
| 6.                                                | «Mystic World»                                    | Нам Хє Син, Jello Ann, MIYO                       | Нам Хє Син, MIYO                                  | O.WHEN                                            | 4:30                                              |
| 7.                                                | «Stay with you» (마음이 하는 일)                  | Кім Хо Ґьон                                       | 1601                                              | Ю Йон Джон (з WJSN)                               | 3:56                                              |
| 8.                                                | «Dream of you» (그런 꿈을 꾼다)                   | Нам Хє Син, Пак Чін Хо                            | 1601                                              | Кім Йон У                                         | 3:42                                              |
| 9.                                                | «Be your summer» (여름이 되어)                    | Нам Хє Син, Пак Чін Хо                            | 1601                                              | Fromm                                             | 3:59                                              |
| 10.                                               | «On my way to meet you» (너를 만나러 가는 길)     |                                                   | Нам Хє Син, Пак Сан Хі                            | Нам Хє Син, Пак Сан Хі                            | 3:23                                              |
| 11.                                               | «Incheon Int' airport» (인천공항)                 |                                                   | Нам Хє Син, Чхве Чін У                            | Нам Хє Син, Чхве Чін У                            | 2:31                                              |
| 12.                                               | «Let's check around» (같이 랜드 돌아요)           |                                                   | Нам Хє Син, Чхве Чін У                            | Нам Хє Син, Чхве Чін У                            | 3:25                                              |
| 13.                                               | «The moment I met you» (너를 만나던 순간)         |                                                   | Нам Хє Син, Пак Сан Хі                            | Нам Хє Син, Пак Сан Хі                            | 1:26                                              |
| 14.                                               | «Is it coincidence» (우연일까?)                   |                                                   | Нам Хє Син, Пак Сан Хі                            | Нам Хє Син, Пак Сан Хі                            | 1:26                                              |
| 15.                                               | «Sunset landing strip» (노을진 활주로)            |                                                   | Нам Хє Син, Чо Ин Джон                            | Нам Хє Син, Чо Ин Джон                            | 3:45                                              |
| 16.                                               | «World that I live in» (내가 사는 세상)           |                                                   | Нам Хє Син, Чон Чон Хун                           | Нам Хє Син, Чон Чон Хун                           | 1:49                                              |
| 17.                                               | «I like summer» (여름이 좋아)                     |                                                   | Нам Хє Син, Пак Сан Хі                            | Нам Хє Син, Пак Сан Хі                            | 3:09                                              |
| 18.                                               | «If I see her again» (다시 볼 수 있다면)          |                                                   | Нам Хє Син, Кім Су Хьон                           | Нам Хє Син, Кім Су Хьон                           | 1:55                                              |
| 19.                                               | «Secret that I can't tell» (말할 수 없는 비밀)    |                                                   | Нам Хє Син, Чхве Чін У                            | Нам Хє Син, Чхве Чін У                            | 1:59                                              |

### Альбом частинами
| Where Stars Land (Original Television Soundtrack), Part 1 | Where Stars Land (Original Television Soundtrack), Part 1 | Where Stars Land (Original Television Soundtrack), Part 1 | Where Stars Land (Original Television Soundtrack), Part 1 | Where Stars Land (Original Television Soundtrack), Part 1 | Where Stars Land (Original Television Soundtrack), Part 1 |
| #                                                         | Назва                                                     | Автор слів                                                | Автор музики                                              | Виконавець                                                | Тривалість                                                |
| --------------------------------------------------------- | --------------------------------------------------------- | --------------------------------------------------------- | --------------------------------------------------------- | --------------------------------------------------------- | --------------------------------------------------------- |
| 1.                                                        | «It's You» (너였나 봐)                                    | Нам Хє Син, Пак Чін Хо                                    | Нам Хє Син, Пак Чін Хо, Хо Сок                            | Чонха                                                     | 3:22                                                      |
| 2.                                                        | «It's You (Inst.)» (너였나 봐 (Inst.))                    |                                                           | Нам Хє Син, Пак Чін Хо, Хо Сок                            | Чонха                                                     | 3:22                                                      |

| Where Stars Land (Original Television Soundtrack), Part 2 | Where Stars Land (Original Television Soundtrack), Part 2 | Where Stars Land (Original Television Soundtrack), Part 2 | Where Stars Land (Original Television Soundtrack), Part 2 | Where Stars Land (Original Television Soundtrack), Part 2 | Where Stars Land (Original Television Soundtrack), Part 2 |
| #                                                         | Назва                                                     | Автор слів                                                | Автор музики                                              | Виконавець                                                | Тривалість                                                |
| --------------------------------------------------------- | --------------------------------------------------------- | --------------------------------------------------------- | --------------------------------------------------------- | --------------------------------------------------------- | --------------------------------------------------------- |
| 1.                                                        | «Told you so» (이봐 이봐 이봐)                            | Нам Хє Син, Пак Чін Хо                                    | Нам Хє Син, Пак Чін Хо                                    | Чон Се Ун                                                 | 3:25                                                      |
| 2.                                                        | «Told you so (Inst.)» (이봐 이봐 이봐 (Inst.))            |                                                           | Нам Хє Син, Пак Чін Хо                                    | Чон Се Ун                                                 | 3:25                                                      |

| Where Stars Land (Original Television Soundtrack), Part 3 | Where Stars Land (Original Television Soundtrack), Part 3 | Where Stars Land (Original Television Soundtrack), Part 3 | Where Stars Land (Original Television Soundtrack), Part 3 | Where Stars Land (Original Television Soundtrack), Part 3 | Where Stars Land (Original Television Soundtrack), Part 3 |
| #                                                         | Назва                                                     | Автор слів                                                | Автор музики                                              | Виконавець                                                | Тривалість                                                |
| --------------------------------------------------------- | --------------------------------------------------------- | --------------------------------------------------------- | --------------------------------------------------------- | --------------------------------------------------------- | --------------------------------------------------------- |
| 1.                                                        | «Gravity of love» (닮아가)                                | Нам Хє Син, Пак Чін Хо, Чон Чун Іль                       | Нам Хє Син, Пак Чін Хо                                    | Чон Чун Іль                                               | 4:38                                                      |
| 2.                                                        | «Gravity of love (Inst.)» (닮아가 (Inst.))                |                                                           | Нам Хє Син, Пак Чін Хо                                    | Чон Чун Іль                                               | 4:38                                                      |

| Where Stars Land (Original Television Soundtrack), Part 4 | Where Stars Land (Original Television Soundtrack), Part 4 | Where Stars Land (Original Television Soundtrack), Part 4 | Where Stars Land (Original Television Soundtrack), Part 4 | Where Stars Land (Original Television Soundtrack), Part 4 | Where Stars Land (Original Television Soundtrack), Part 4 |
| #                                                         | Назва                                                     | Автор слів                                                | Автор музики                                              | Виконавець                                                | Тривалість                                                |
| --------------------------------------------------------- | --------------------------------------------------------- | --------------------------------------------------------- | --------------------------------------------------------- | --------------------------------------------------------- | --------------------------------------------------------- |
| 1.                                                        | «Nothing to worry» (괜찮다고)                             | Нам Хє Син, Пак Чін Хо                                    | Нам Хє Син, Чон Чон Хьок, Хо Сок                          | 1415                                                      | 5:04                                                      |
| 2.                                                        | «Nothing to worry (Inst.)» (괜찮다고 (Inst.))             |                                                           | Нам Хє Син, Чон Чон Хьок, Хо Сок                          | 1415                                                      | 5:04                                                      |

| Where Stars Land (Original Television Soundtrack), Part 5 | Where Stars Land (Original Television Soundtrack), Part 5 | Where Stars Land (Original Television Soundtrack), Part 5 | Where Stars Land (Original Television Soundtrack), Part 5 | Where Stars Land (Original Television Soundtrack), Part 5 | Where Stars Land (Original Television Soundtrack), Part 5 |
| #                                                         | Назва                                                     | Автор слів                                                | Автор музики                                              | Виконавець                                                | Тривалість                                                |
| --------------------------------------------------------- | --------------------------------------------------------- | --------------------------------------------------------- | --------------------------------------------------------- | --------------------------------------------------------- | --------------------------------------------------------- |
| 1.                                                        | «Mystic World»                                            | Нам Хє Син, Jello Ann, MIYO                               | Нам Хє Син, MIYO                                          | O.WHEN                                                    | 4:30                                                      |
| 2.                                                        | «Mystic World (Inst.)»                                    |                                                           | Нам Хє Син, MIYO                                          | O.WHEN                                                    | 4:30                                                      |

| Where Stars Land (Original Television Soundtrack), Part 6 | Where Stars Land (Original Television Soundtrack), Part 6 | Where Stars Land (Original Television Soundtrack), Part 6 | Where Stars Land (Original Television Soundtrack), Part 6 | Where Stars Land (Original Television Soundtrack), Part 6 | Where Stars Land (Original Television Soundtrack), Part 6 |
| #                                                         | Назва                                                     | Автор слів                                                | Автор музики                                              | Виконавець                                                | Тривалість                                                |
| --------------------------------------------------------- | --------------------------------------------------------- | --------------------------------------------------------- | --------------------------------------------------------- | --------------------------------------------------------- | --------------------------------------------------------- |
| 1.                                                        | «Stay with you» (마음이 하는 일)                          | Кім Хо Ґьон                                               | 1601                                                      | Ю Йон Джон (з WJSN)                                       | 3:56                                                      |
| 2.                                                        | «Stay with you (Inst.)» (마음이 하는 일 (Inst.))          |                                                           | 1601                                                      | Ю Йон Джон (з WJSN)                                       | 3:56                                                      |

| Where Stars Land (Original Television Soundtrack), Part 7 | Where Stars Land (Original Television Soundtrack), Part 7 | Where Stars Land (Original Television Soundtrack), Part 7 | Where Stars Land (Original Television Soundtrack), Part 7 | Where Stars Land (Original Television Soundtrack), Part 7 | Where Stars Land (Original Television Soundtrack), Part 7 |
| #                                                         | Назва                                                     | Автор слів                                                | Автор музики                                              | Виконавець                                                | Тривалість                                                |
| --------------------------------------------------------- | --------------------------------------------------------- | --------------------------------------------------------- | --------------------------------------------------------- | --------------------------------------------------------- | --------------------------------------------------------- |
| 1.                                                        | «Dream of you» (그런 꿈을 꾼다)                           | Нам Хє Син, Пак Чін Хо                                    | 1601                                                      | Кім Йон У                                                 | 3:42                                                      |
| 2.                                                        | «Dream of you (Inst.)» (그런 꿈을 꾼다 (Inst.))           |                                                           | 1601                                                      | Кім Йон У                                                 | 3:42                                                      |

| Where Stars Land (Original Television Soundtrack), Part 8 | Where Stars Land (Original Television Soundtrack), Part 8 | Where Stars Land (Original Television Soundtrack), Part 8 | Where Stars Land (Original Television Soundtrack), Part 8 | Where Stars Land (Original Television Soundtrack), Part 8 | Where Stars Land (Original Television Soundtrack), Part 8 |
| #                                                         | Назва                                                     | Автор слів                                                | Автор музики                                              | Виконавець                                                | Тривалість                                                |
| --------------------------------------------------------- | --------------------------------------------------------- | --------------------------------------------------------- | --------------------------------------------------------- | --------------------------------------------------------- | --------------------------------------------------------- |
| 1.                                                        | «Be your summer» (여름이 되어)                            | Нам Хє Син, Пак Чін Хо                                    | 1601                                                      | Fromm                                                     | 3:59                                                      |
| 2.                                                        | «Be your summer (Inst.)» (여름이 되어 (Inst.))            |                                                           | 1601                                                      | Fromm                                                     | 3:59                                                      |

## Рейтинги
Найнижчі рейтинги позначені синім кольором, а найвищі — червоним кольором.
| Серія            | Дата показу       | Середнє значення кількості переглядів | Середнє значення кількості переглядів | Середнє значення кількості переглядів |
| Серія            | Дата показу       | TNMS Ratings                          | AGB Nielsen                           | AGB Nielsen                           |
| Серія            | Дата показу       | Загальнонаціональні                   | Загальнонаціональні                   | Сеул                                  |
| ---------------- | ----------------- | ------------------------------------- | ------------------------------------- | ------------------------------------- |
| 1                | 1 жовтня 2018     | 5,6 %                                 | 5,9 %                                 | 7,0 %                                 |
| 2                | 1 жовтня 2018     | 6,6 %                                 | 7,2 %                                 | 8,4 %                                 |
| 3                | 2 жовтня 2018     | 5,5 %                                 | 6,3 %                                 | 7,4 %                                 |
| 4                | 2 жовтня 2018     | 7,7 %                                 | 8,6 %                                 | 9,6 %                                 |
| 5                | 8 жовтня 2018     | 6,3 %                                 | 6,7 %                                 | 7,5 %                                 |
| 6                | 8 жовтня 2018     | 7,7 %                                 | 9,1 %                                 | 10,2 %                                |
| 7                | 9 жовтня 2018     | 6,5 %                                 | 7,2 %                                 | 7,5 %                                 |
| 8                | 9 жовтня 2018     | 8,2 %                                 | 9,0 %                                 | 9,6 %                                 |
| 9                | 15 жовтня 2018    | 6,6 %                                 | 6,9 %                                 | 7,7 %                                 |
| 10               | 15 жовтня 2018    | 8,0 %                                 | 8,0 %                                 | 8,7 %                                 |
| 11               | 16 жовтня 2018    | 7,1 %                                 | 7,4 %                                 | 8,0 %                                 |
| 12               | 16 жовтня 2018    | 8,7 %                                 | 9,2 %                                 | 9,9 %                                 |
| 13               | 23 жовтня 2018    | 6,6 %                                 | 6,7 %                                 | 7,5 %                                 |
| 14               | 23 жовтня 2018    | 8,6 %                                 | 8,6 %                                 | 9,7 %                                 |
| 15               | 29 жовтня 2018    | 6,1 %                                 | 6,8 %                                 | 6,8 %                                 |
| 16               | 29 жовтня 2018    | 7,8 %                                 | 8,2 %                                 | 8,3 %                                 |
| 17               | 30 жовтня 2018    | 6,4 %                                 | 6,7 %                                 | 7,2 %                                 |
| 18               | 30 жовтня 2018    | 8,1 %                                 | 8,6 %                                 | 9,2 %                                 |
| 19               | 5 листопада 2018  | 6,7 %                                 | 7,2 %                                 | 7,5 %                                 |
| 20               | 5 листопада 2018  | 8,2 %                                 | 9,5 %                                 | 10,1 %                                |
| 21               | 6 листопада 2018  | 6,5 %                                 | 7,5 %                                 | 8,6 %                                 |
| 22               | 6 листопада 2018  | 8,9 %                                 | 9,6 %                                 | 10,4 %                                |
| 23               | 12 листопада 2018 | 6,5 %                                 | 7,3 %                                 | 8,2 %                                 |
| 24               | 12 листопада 2018 | 7,8 %                                 | 8,4 %                                 | 9,2 %                                 |
| 25               | 13 листопада 2018 | 7,8 %                                 | 7,7 %                                 | 7,9 %                                 |
| 26               | 13 листопада 2018 | 9,1 %                                 | 9,3 %                                 | 9,5 %                                 |
| 27               | 19 листопада 2018 | 7,2 %                                 | 7,2 %                                 | 7,3 %                                 |
| 28               | 19 листопада 2018 | 8,6 %                                 | 8,6 %                                 | 9,1 %                                 |
| 29               | 20 листопада 2018 | 8,3 %                                 | 8,3 %                                 | 9,0 %                                 |
| 30               | 20 листопада 2018 | 9,7 %                                 | 9,7 %                                 | 10,8 %                                |
| 31               | 26 листопада 2018 | 9,3 %                                 | 9,3 %                                 | 10,4 %                                |
| 32               | 26 листопада 2018 | 9,7 %                                 | 9,7 %                                 | 10,6 %                                |
| Середнє значення | Середнє значення  | 7,58 %                                | 8,01 %                                | 8,71 %                                |

## Нагороди та номінації
| Рік  | Нагорода         | Категорія                                                                 | Отримувач              | Результат | Примітки |
| ---- | ---------------- | ------------------------------------------------------------------------- | ---------------------- | --------- | -------- |
| 2018 | Премія SBS драма | Нагорода за високу майстерність, Кращий актор понеділко-вівторкової драми | Лі Че Хун              | Перемога  | .        |
| 2018 | Премія SBS драма | Нагорода за майстерність, Краща акторка понеділко-вівторкової драми       | Чхе Су Бін             | Перемога  | .        |
| 2018 | Премія SBS драма | Кращий серіал                                                             | «Куди злітаються зорі» | Перемога  | .        |
| 2018 | Премія SBS драма | Нагорода за майстерність, Кращий актор понеділко-вівторкової драми        | Лі Дон Гон             | Номінація |          |
| 2018 | Премія SBS драма | Нагорода за майстерність, Краща акторка понеділко-вівторкової драми       | Кім Чі Су              | Номінація |          |
| 2018 | Премія SBS драма | Кращий актор другого плану                                                | Кім Кьон Нам           | Номінація |          |
| 2018 | Премія SBS драма | Кращий новий актор                                                        | Роун                   | Номінація |          |
| 2018 | Премія SBS драма | Краща нова акторка                                                        | Лі Су Ґьон             | Номінація |          |
| 2018 | Премія SBS драма | Краща пара                                                                | Лі Че Хун і Чхе Су Бін | Номінація |          |

## Виноски
1. ↑  22 жовтня показ серій було скасовано через трансляцію бейсбольної гри плей-оф ліги KBO[en] між Hanhwa Eagles[en] і Nexen Heroes[en][25].